# 호말로메나족
호말로메나족(Homalomena族, 학명: Homalomeneae 호말로메네아이[*])은 천남성아과의 족이다.

## 하위 분류
- 호말로메나속(Homalomena Schott)
- Adelonema Schott
- Furtadoa M.Hotta